# Diocesi di Assisi-Nocera Umbra-Gualdo Tadino

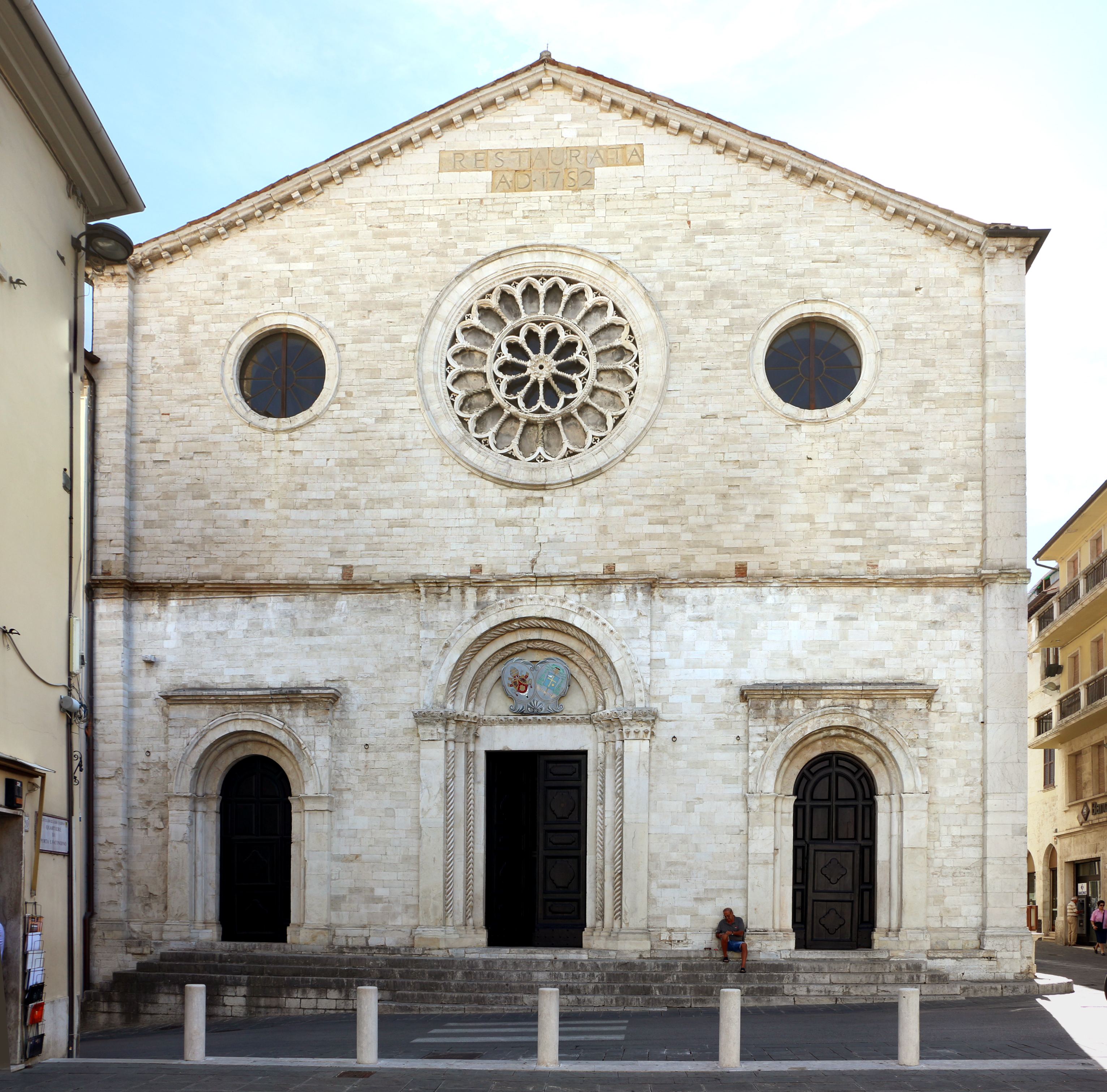
Facciata della concattedrale di San Benedetto a Gualdo Tadino.

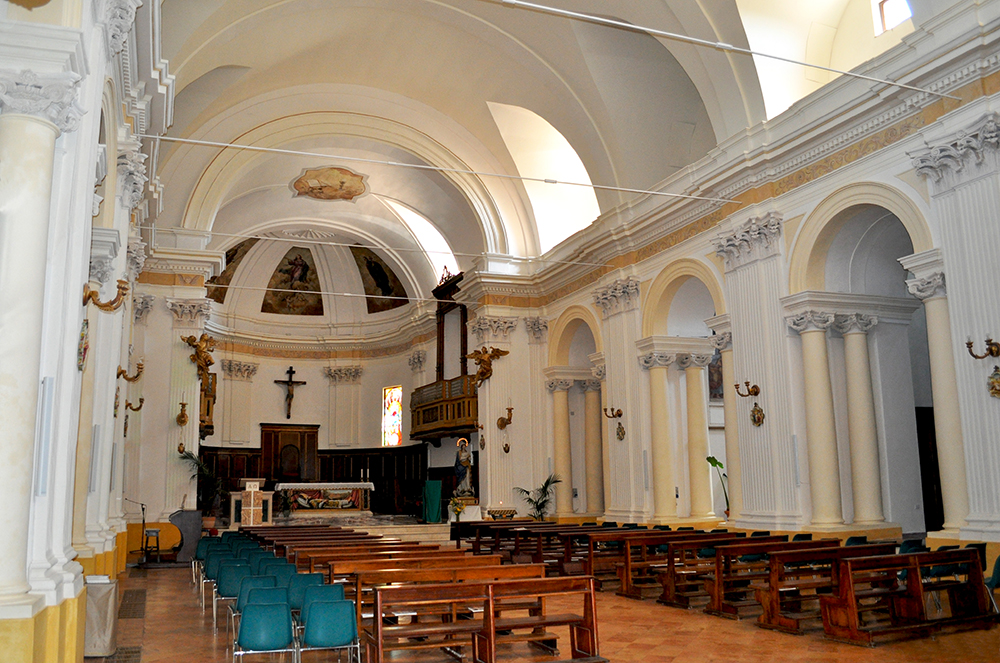
Interno del duomo di Nocera Umbra.

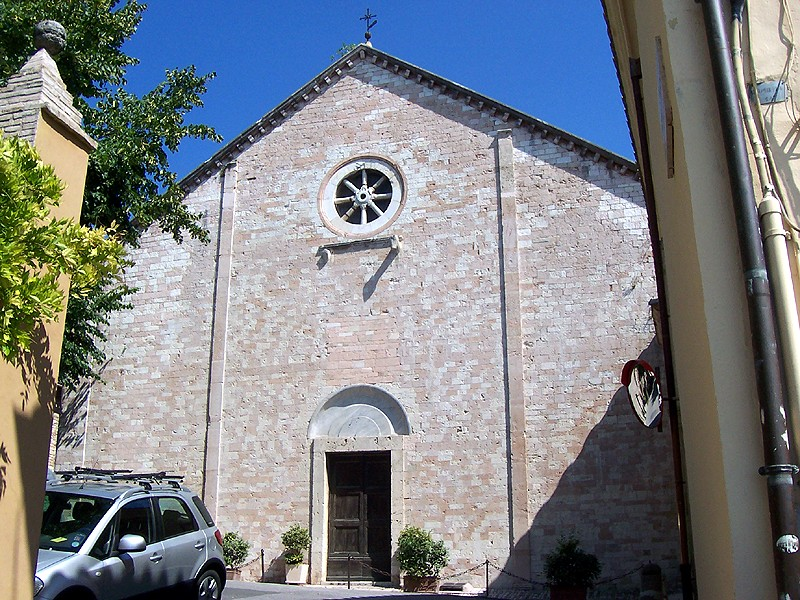
La chiesa di Santa Maria Maggiore, primitiva cattedrale della diocesi di Assisi.

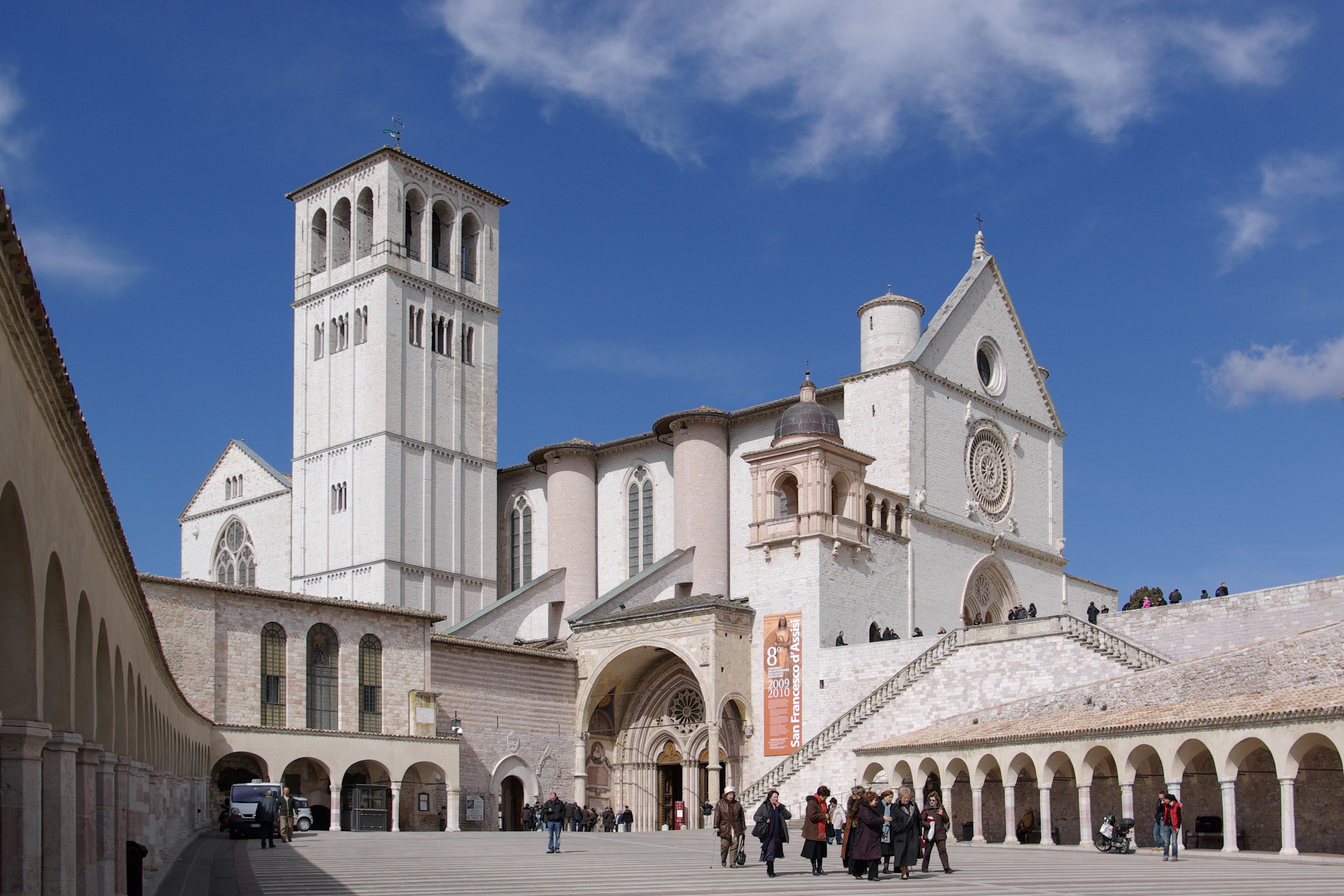
La basilica di San Francesco ad Assisi.

La diocesi di Assisi-Nocera Umbra-Gualdo Tadino (in latino Dioecesis Assisiensis-Nucerina-Tadinensis) è una sede della Chiesa cattolica in Italia suffraganea dell'arcidiocesi di Perugia-Città della Pieve appartenente alla regione ecclesiastica Umbria. Nel 2023 contava 83.100 battezzati su 87.500 abitanti. È retta dall'arcivescovo (titolo personale) Domenico Sorrentino.

## Territorio
La diocesi comprende i comuni di Assisi (esclusa la frazione di Armenzano che appartiene alla diocesi di Foligno), Nocera Umbra, Gualdo Tadino, Bettona, Fossato di Vico, Sigillo, Bastia Umbra (eccetto la frazione di Ospedalicchio), Valfabbrica e Cannara.
Sede vescovile è la città di Assisi, dove si trova la cattedrale di San Rufino. A Nocera Umbra sorge la concattedrale di Santa Maria Assunta, a Gualdo Tadino la concattedrale di San Benedetto.
Il territorio si estende su 722 km² ed è suddiviso in 62 parrocchie, raggruppate in 5 vicariati foranei.
Ad Assisi ha sede il Pontificio seminario regionale umbro, ossia il seminario della regione ecclesiastica Umbria.

### Luoghi francescani
Assisi è celebre per essere la città natale di san Francesco; tutti i luoghi a lui legati sono stati preservati o trasformati in santuari. Tra questi la basilica di Santa Maria degli Angeli, fatta costruire sul modello della basilica di San Pietro di Roma da papa Pio V al di sopra della Porziuncola, culla dell'ordine francescano e luogo della morte di Francesco. I resti del santo sono adesso custoditi nella basilica papale di San Francesco, la cui prima pietra fu posta il 25 luglio 1228 da papa Gregorio IX e consacrata da papa Innocenzo IV; la basilica è costituita da tre santuari sovrapposti ed è una delle prime chiese gotiche in Italia.
Altri significativi edifici francescani della diocesi di Assisi sono: la chiesa Nuova, costruita sopra la casa natale di Francesco a spese di re Filippo III di Spagna nel 1615; la basilica di Santa Chiara, costruita nel XIII secolo, contiene i resti di santa Chiara, fondatrice insieme a San Francesco dell'ordine delle monache clarisse; il convento di San Damiano, dove Chiara fu badessa; l'Eremo delle Carceri sul monte Subasio; il santuario di Rivotorto.

## Storia
L'odierna diocesi nasce nel 1986 dall'unione di due antiche sedi vescovili, Assisi e Nocera Umbra, che nel 1915 aveva assunto il nome di Nocera Umbra-Gualdo Tadino.

### Diocesi di Assisi
La diocesi fu eretta nel III secolo. La prima predicazione cristiana ad Assisi, secondo la tradizione, si attribuisce a san Crispolto, vescovo di Bettona (l'antica Vettona), che soffrì il martirio sotto l'imperatore Massimiano. La tradizione attribuisce alla sede assisiate come primi vescovi tre santi martiri: Rufino, santo patrono della diocesi, Vittorino e Sabino. Incerta è l'attribuzione ad Assisi dei vescovi Basilio e Deodato.
Avenzio, primo vescovo storicamente accertato a metà circa del VI secolo, intercedette con Totila a nome degli Assisiati, evitando alla città il saccheggio da parte dell'esercito ostrogoto in marcia contro Roma. Inoltre nel 547 fu legato degli Ostrogoti presso l'imperatore Giustiniano I. Probabilmente all'epoca di questo vescovo Assisi assorbì il territorio della diocesi di Bettona.
Molti dei vescovi dei secoli successivi sono noti grazie alla loro presenza ai concili celebrati dai pontefici. Il primo di questi è Aquilino, che prese parte al concilio lateranense del 649 indetto da papa Martino I per condannare l'eresia monotelita.
Nel VII e nell'VIII secolo Assisi cadde sotto il dominio dei duchi longobardi, e nel 773 fu rasa al suolo da Carlo Magno; che successivamente la ricostruì, epurandola dagli ariani e dai sostenitori dei longobardi. In quegli anni fu costruita la rocca di Assisi, aumentando il potere militare e l'importanza della città.
Nel 963, in una pergamena del vescovo Eremedio, è attestato per la prima volta l'esistenza dell'episcopio presso la chiesa di Santa Maria Maggiore, primitiva cattedrale della diocesi. Il vescovo Ugo (1029-1052) trasferì la cattedrale nella chiesa di San Rufino, da lui stesso fatta costruire al posto del piccolo oratorio dove si veneravano i resti del santo. Nel 1140 fu dato avvio alla sua ricostruzione che si concluse nel secolo successivo, con la consacrazione dell'altare maggiore nel 1228 e dell'intera chiesa nel 1253. Il vescovo Ugo ebbe anche un ruolo importante nella politica religiosa del tempo, quando divenne il capo della delegazione dei vescovi inviati alla dieta di Worms dove venne eletto papa Leone IX.
Agli inizi del XIII secolo Assisi vide il sorgere dell'ordine religioso fondato da san Francesco e del ramo femminile, le monache clarisse, raccolte attorno a santa Chiara. A partire dalla metà del secolo la diocesi fu retta da vescovi provenienti dall'ordine francescano.
In base al privilegio concesso da papa Innocenzo III al vescovo Guido I nel 1198, ritenuto tuttavia un falso, all'epoca «il territorio diocesano comprendeva gli attuali territori comunali di Assisi, Bastia Umbra, Cannara, Bettona, Valfabbrica e un piccolo lembo dei comuni di Gualdo Cattaneo e di Bevagna». Secondo alcune ricostruzioni topografiche, la diocesi assisiate, tra la fine del XIII secolo e il XIV secolo, era tra le più piccole dell'Umbria, estendendosi su un territorio di circa 312 km², comprendendo un totale di 95 chiese, di cui 41 nei centri urbani e 54 nei centri rurali.
A partire dalla seconda metà del XVI secolo i vescovi si impegnarono per l'attuazione dei decreti di riforma del concilio di Trento; tra questi si distinsero in modo particolare Filippo Geri (1564-1575), che dette avvio ai lavori di costruzione della basilica di Santa Maria degli Angeli, Marcello Crescenzi (1591-1630), che pose mano alla ricostruzione del palazzo vescovile ed istituì il seminario diocesano, che si sviluppò con il successore Tegrimo Tegrimi (1630-1641). Nel Settecento il vescovo Ottavio Ringhieri (1736-1755) avviò una serie di riforme e di provvedimenti per limitare l'avanzata delle idee illuministiche nella diocesi.
Durante l'occupazione francese, il vescovo Francesco Maria Giampè (1796-1827) si rifiutò di prestare giuramento a Napoleone e per questo motivo venne esiliato in Corsica, come buona parte del suo clero.
Agli inizi del Novecento la diocesi fu retta da due vescovi, Luigi De Persiis (1896-1904) e Ambrogio Luddi (1905-1927), convinti oppositori del modernismo teologico. A farne le spese il biografo francescano Paul Sabatier, fondatore ad Assisi nel 1902 della «Società internazionale di studi francescani».
Il vescovo Giuseppe Placido Nicolini durante l'occupazione tedesca nascose e protesse oltre 300 ebrei; per la sua azione eroica è riconosciuto tra i giusti tra le nazioni a Yad Vashem. Fu durante il vescovado di Nicolini che avvenne la visita di papa Giovanni XXIII ad Assisi, la prima di un pontefice fuori da Roma dopo il 1870.
Dal 5 al 9 settembre 1951 Assisi ospitò il XIII Congresso eucaristico nazionale italiano, a cui intervenne come legato pontificio il cardinale Ildefonso Schuster.
Il 14 aprile 1980 la parrocchia San Michele Arcangelo di Limigiano, nel comune di Bevagna, passò all'arcidiocesi di Spoleto.

### Diocesi di Tadinum e di Nocera
Nel IV secolo o nel V secolo fu eretta la diocesi di Tadinum. Secondo la tradizione l'evangelizzazione del territorio è attribuita al vescovo san Feliciano di Foligno. Di questa antica sede sono noti due vescovi: san Facondino, che si vuole identificare con l'omonimo vescovo che, secondo la testimonianza di Atanasio di Alessandria, avrebbe aderito, pur non partecipandovi, alle decisioni del concilio di Sardica (343/344); e Gaudenzio, che partecipò al concilio romano indetto da papa Simmaco nel 499. Da una lettera di Gregorio Magno, si evince che nel 599 la diocesi fosse vacante e che il pontefice vi inviò come visitatore il vescovo Gaudioso di Gubbio perché eleggesse come vescovo una persona idonea. La diocesi scomparve a causa della distruzione operata prima dai Goti, poi dai Longobardi e infine dagli Saraceni.
La storiografia ha prodotto due ipotesi sull'origine della diocesi di Nocera e sul suo legame con quella di Tadinum. Alcuni storici sostengono che la diocesi di Nocera esistesse già in epoca romana e, benché sia difficile distinguere i vescovi della sede umbra da quelli dell'omonima diocesi di Nocera in Campania, vi attribuiscono sicuramente il vescovo Aprile attestato al concilio romano del 6 novembre 502; in seguito anche la diocesi di Nocera in Umbria scomparve e fu ristabilita nell'alto medioevo dai pontefici, che vi unirono le antiche sedi di Tadino, di Plestia, di Sentinum (Sassoferrato) e di Usentis (di incerta identificazione). Altri autori invece, basandosi sulla Vita di san Rinaldo, vescovo nocerino dell'inizio del XIII secolo, ritengono che la diocesi di Nocera sia sorta solo nell'alto medioevo, forse tra VIII e IX secolo, per il trasferimento della sede vescovile di Tadino a Nocera, a cui furono unite altre antiche diocesi umbre da tempo scomparse.
Non ci sono dubbi sul fatto che la diocesi di Nocera esistesse nell'XI secolo, per la presenza dei primi vescovi che si possono attribuire con certezza alla diocesi umbra, Romano, Dodone e Ludovico nella prima metà del secolo. Nella prima metà del XIII secolo la sede nocerina fu occupata dal santo vescovo Rinaldo, il cui culto si diffuse ben presto nella diocesi di cui fu proclamato santo patrono.
Dopo la distruzione di Nocera nel 1248 per mano dell'imperatore Federico II, il vescovo, fuggendo con i suoi sacerdoti, fissò la sede episcopale della diocesi per oltre 40 anni nella canonica di San Facondino presso Gualdo Tadino.
Secondo alcune ricostruzioni topografiche, la diocesi di Nocera, tra la fine del XIII secolo e il XIV secolo, in rapporto alle altre diocesi umbre, era di media grandezza, estendendosi su un territorio di circa 767 km², comprendendo un totale di 179 chiese, di cui 35 nei centri urbani e 144 nei centri rurali.
Nel XIV secolo è noto il primo sinodo diocesano, celebrato nel 1349 dal beato Alessandro Vincioli. Nel 1448 il vescovo Giovanni Marcolini dette avvio alla ricostruzione dell'antica cattedrale di Santa Maria Assunta caduta in rovina, i cui lavori furono ultimati nella prima metà del Cinquecento.
Nel 1569 il vescovo Girolamo Mannelli istituì il seminario diocesano; lo stesso vescovo, nel 1564, aveva emanato norme per l'applicazione dei decreti di riforma del concilio di Trento.
Durante l'occupazione francese, il vescovo Francesco Luigi Piervissani (1800-1848) si rifiutò di prestare giuramento a Napoleone e per questo motivo venne esiliato a Trévoux. Al suo rientro in diocesi si impegnò attivamente per la ricostruzione della diocesi con una intensa attività pastorale.
Nel 1818 la diocesi perse una parte del suo territorio a vantaggio della diocesi di Cagli; questi stessi territori l'anno successivo divennero parte della nuova diocesi di Pergola.
Il 2 gennaio 1915 la diocesi di Nocera Umbra assunse il nome di diocesi di Nocera Umbra e Gualdo Tadino, in ricordo dell'antica diocesi di Tadinum e per l'accresciuta importanza assunta dalla città di Gualdo all'interno della diocesi a partire dall'Ottocento. La chiesa di San Benedetto, che già papa Pio IX aveva elevato al rango di collegiata, divenne ora cattedrale «honoris tantum causa», ossia come puro titolo onorifico. Nel 1980 fu elevata da papa Giovanni Paolo II a basilica minore.
Il 5 giugno 1937 la parrocchia di Annifo, nel comune di Foligno, fu scorporata dalla diocesi di Nocera Umbra e Gualdo Tadino e annessa a quella folignate.
Durante la guerra, la diocesi visse momenti di difficoltà e di scontri fra le diverse fazioni politiche. Il 9 giugno e il 14 luglio 1944 i sacerdoti Nicola Polidori e Gildo Vian furono fucilati dai partigiani, mentre il 19 giugno dello stesso anno un altro prete diocesano, David Berrettini, venne giustiziato dai nazisti dopo aver ottenuto la liberazione di 18 persone. Il vescovo Domenico Ettorre (1940-1943) venne accusato dai fascisti di svolgere attività politica e di tenere contatti con partigiani democristiani; la sua ultima lettera pastorale venne sequestrata per ordine del governo filonazista.
Il 19 marzo 1984 la diocesi di Nocera Umbra-Gualdo Tadino cedette le oltre 40 parrocchie che si trovavano nelle Marche alle limitrofe diocesi marchigiane di Fabriano, Pergola, Camerino e Senigallia. Con queste cessioni, alla vigilia dell'unione con Assisi, la diocesi di Nocera Umbra-Gualdo Tadino comprendeva 39 parrocchie nei comuni di Nocera Umbra (15), Gualdo Tadino (16), Fossato di Vico (5) e Sigillo, e nelle frazioni di Casacastalda (comune di Valfabbrica) e di Isola Fossara (comune di Scheggia e Pascelupo).

### Diocesi di Assisi-Nocera Umbra-Gualdo Tadino
Il 15 agosto 1972 le due diocesi, fino ad allora immediatamente soggette alla Santa Sede, entrarono a far parte della provincia ecclesiastica dell'arcidiocesi di Perugia. Nel volgere di poco tempo rimasero vacanti per la morte dei vescovi Giuseppe Placido Nicolini (novembre 1973) e Giuseppe Pronti (febbraio 1974), cosicché il 12 dicembre 1974 Dino Tomassini poté essere nominato vescovo di entrambe, che vennero pertanto unite in persona episcopi.
Il 30 settembre 1986, con il decreto Instantibus votis della Congregazione per i Vescovi, fu stabilita la piena unione delle diocesi di Assisi e di Nocera Umbra-Gualdo Tadino e la nuova circoscrizione ecclesiastica assunse il nome attuale.
Nel 2006 è stato inaugurato il museo diocesano di Assisi, erede del museo della cattedrale di San Rufino, fondato nel 1941 dal vescovo Giuseppe Placido Nicolini.
Dal 26 giugno 2021 è unita in persona episcopi alla diocesi di Foligno.

## Cronotassi dei vescovi
Si omettono i periodi di sede vacante non superiori ai 2 anni o non storicamente accertati.

### Vescovi di Assisi
- San Rufino ? † (? - 238 deceduto)
- San Vittorino ? † (? - circa 240 deceduto)
- San Sabino ? † (? - circa 303 deceduto)
- Basilio ? † (menzionato nel 412 ?)[21]
- Deodato ? † (menzionato nel 540 ?)[21]
- Avenzio † (menzionato nel 547)[22]
- Ildefonso ? † (menzionato nel 600 circa)[21]
- Aquilino † (menzionato nel 649)
- Pascasio ? † (menzionato nell'800 circa)[23]
- Maio † (prima dell'821 - dopo l'826)
- Bencreato ? † (menzionato nell'850 ?)[23]
- Ibone † (menzionato nell'853)
- Raino † (menzionato nell'861)[24]
- Pietro ? † (menzionato nel 950)[23]
- Eremedio † (menzionato nel 963)
- Ingizo ? † (menzionato nel 967)[25]
- Leone † (menzionato nel 985)
- Giorgio † (documentato dal 1015 al 1018)
- Guglielmo † (menzionato nel 1019)
- Ugo † (prima del 1029 - dopo il 1052)[26]
- Agino † (prima del 1059 - dopo il 1072)[26]
- Drago (Gragdo) †[27]
- Rainerio † (menzionato nel 1107 o 1117)[26]
- Chiarissimo † (prima del 1126 - dopo il 1134)
- Ildebrando ? † (menzionato nel 1144)[23]
- Rufino II † (? - dopo il 1179 nominato arcivescovo di Sorrento)
- Guido I † (prima del 1197 - dopo ottobre 1208)[28]
- Guido II † (prima di settembre 1212 - 30 luglio 1228 deceduto)[29]
- Matteo † (prima del 1236 - dopo il 1237)
- Morico †[30]
  - Crescenzio da Jesi, O.F.M. † (1250) (vescovo eletto, non confermato)[31]
- Niccolò di Calvi, O.F.M. † (20 agosto 1250 - estate 1273 deceduto)[31]
- Illuminato da Chieti, O.F.M. † (prima del 4 settembre 1273[31] - dopo giugno 1280 deceduto)[32]
- Simone Offreduzzi, O.F.M. † (10 marzo 1282 - dopo aprile 1295 dimesso)
- Teobaldo Pontano, O.F.M. † (13 febbraio 1296 - 1329 deceduto)
- Corrado † (11 ottobre 1329 - 1337 deceduto)
- Pastore di Serrascuderio, O.F.M. † (1º ottobre 1337 - 27 gennaio 1339 nominato arcivescovo di Embrun)
- Niccolò Fucci, O.F.M. † (15 marzo 1339 - dopo il 12 aprile 1348 deceduto)
- Bertrando Escarpiti, O.F.M. † (14 agosto 1348 - ? deceduto)
- Bertrand Lagier, O.F.M. † (18 dicembre 1357 - 24 gennaio 1368 nominato vescovo di Glandèves)
- Giacomo Annibaldi, O.F.M. † (24 gennaio 1368 - 1369 deceduto)
- Tommaso Racani, O.F.M. † (29 gennaio 1369 - 1374 deceduto)
- Nicolò Sperelli, O.F.M. † (circa 1374 - ?)
  - Ludovico di Francesco, O.F.M. † (29 novembre 1378 - ?) (antivescovo)
- Ermanno Baglioni † (menzionato nel 1385)
- Edoardo Michelotti † (circa 1388 - 1390 deposto)
- Andrea Galeazzi, O.F.M. † (10 ottobre 1390 - 1404 nominato vescovo di Montefiascone)
- Giacomo d'Antiochia † (27 febbraio 1404 - 1405 dimesso)[33]
- Nicolò Vannini, O.F.M. † (4 febbraio 1405 - 1411 deposto)
- Benedetto Vanni de Attoni, O.S.B. † (prima del 15 marzo 1411 - 1419 dimesso)
- Nicolò Vannini, O.F.M. † (23 aprile 1419 - 6 o 7 giugno 1429 deceduto) (per la seconda volta)
- Damiano Buselli, O.F.M. † (26 agosto 1429 - 1444 dimesso)
- Francesco Oddi † (4 novembre 1444 - dopo il 14 giugno 1456 deceduto)
- Carlo Nepi † (1º ottobre 1456 - 10 ottobre 1473 deceduto)
- Andrea Egidi, O.F.M. † (26 novembre 1473 - 1474 deceduto)
- Barnaba Bennati † (9 gennaio 1475 - 10 agosto 1483 dimesso)
- Francesco Insegna, O.F.M. † (10 agosto 1483 succeduto - 10 dicembre 1495 deceduto)
- Geremia Contugi † (8 febbraio 1496 - 1509 dimesso)
  - Zaccaria Contugi † (16 dicembre 1509 - 15 gennaio 1526 deceduto) (amministratore apostolico)
  - Silvio Passerini † (19 gennaio 1526 - 20 aprile 1529 deceduto) (amministratore apostolico)
- Angelo Marzi † (10 novembre 1529 - 1541 dimesso)
- Angelo Archilegi † (4 febbraio 1541 - 2 maggio 1543 deceduto)
- Ludovico Magnaschi di Santa Fiora † (6 luglio 1543 - 1552 deceduto)
- Tiberio Muti † (9 marzo 1552 - 1554 dimesso)
- Galeazzo Roscio † (8 ottobre 1554 - 16 ottobre 1563 deceduto)
- Filippo Geri † (1º marzo 1564 - 1575 deceduto)
- Antonio Lorenzini † (2 dicembre 1575 - 1577 deceduto)
- Giovanni Battista Brugnatelli † (21 giugno 1577 - 1591 deceduto)
- Marcello Crescenzi † (13 novembre 1591 - 13 agosto 1630 deceduto)
- Tegrimo Tegrimi † (23 settembre 1630 - 13 marzo 1641 deceduto)
- Malatesta Baglioni † (16 settembre 1641 - 11 febbraio 1648 deceduto)
  - Sede vacante (1648-1653)
- Paolo Emilio Rondinini † (5 maggio 1653 - 16 settembre 1668 deceduto)

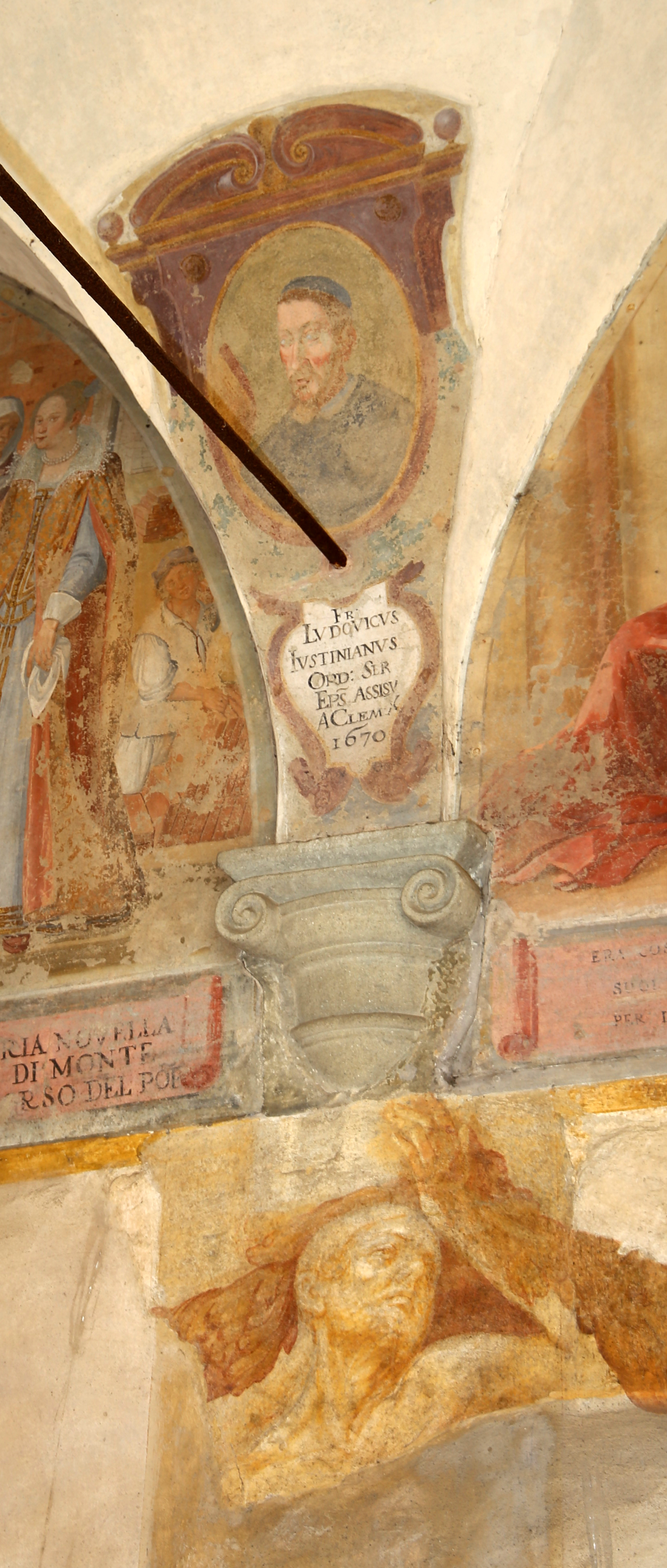
Ludovico Giustiniani, vescovo di Assisi dal 1670 al 1685.

- Ludovico Giustiniani, O.S.M. † (1º settembre 1670 - 20 giugno 1685 deceduto)
- Francesco Nerli † (1º ottobre 1685 - prima del 12 novembre 1689 dimesso)
- Carlo Salvatori † (28 novembre 1689 - 13 aprile 1692 deceduto)
- Giovanni Vincenzo Lucchesini, O.S.M. † (13 aprile 1693 - aprile 1698 deceduto)
- Ottavio Spader, O.F.M. † (19 dicembre 1698 - 24 marzo 1715 deceduto)
- Ruggero Giacobetti † (29 maggio 1715 - 3 maggio 1716 deceduto)
- Simone Marco Palmerini † (1º luglio 1716 - 2 ottobre 1731 deceduto)
- Giovanni Battista Rondoni † (31 marzo 1732 - 12 settembre 1735 deceduto)
- Ottavio Ringhieri † (11 aprile 1736 - 8 gennaio 1755 deceduto)
- Nicola Sermattei † (17 marzo 1755 - 11 marzo 1780 deceduto)
- Carlo Zangari † (18 settembre 1780 - 31 marzo 1796 deceduto)
- Francesco Maria Giampè † (27 giugno 1796 - 8 marzo 1827 deceduto)
- Gregorio Zelli, O.S.B. † (21 marzo 1827 - 2 luglio 1832 nominato vescovo di Ascoli Piceno)
- Domenico Secondi, O.F.M.Conv. † (2 luglio 1832 - 5 giugno 1841 dimesso[34])
- Carlo Giuseppe Peda, B. † (12 luglio 1841 - 21 luglio 1843 deceduto)
- Luigi Landi-Vittorj † (22 gennaio 1844 - 25 agosto 1867 deceduto)
  - Sede vacante (1867-1872)
- Paolo Fabiani † (23 febbraio 1872 - 17 maggio 1880 deceduto)
- Peregrini Tofoni † (20 agosto 1880 - 31 gennaio 1883 deceduto)
- Gaetano Lironi † (15 marzo 1883 - 30 maggio 1889 deceduto)
- Nicanore Priori † (30 dicembre 1889 - 15 dicembre 1895 deceduto)
- Luigi De Persiis † (22 giugno 1896 - 31 ottobre 1904 deceduto)
- Ambrogio Luddi † (27 febbraio 1905 - 22 dicembre 1927 dimesso[35])
- Giuseppe Placido Nicolini, O.S.B. † (22 giugno 1928 - 25 novembre 1973 deceduto)[36]
- Dino Tomassini † (12 dicembre 1974 - 30 luglio 1980 deceduto)
- Sergio Goretti † (14 dicembre 1980 - 30 settembre 1986 nominato vescovo di Assisi-Nocera Umbra-Gualdo Tadino)

### Vescovi di Tadinum
- San Facondino † (IV secolo)[37]
- Gaudenzio † (menzionato nel 499)[38]

### Vescovi di Nocera
Incerta è l'attribuzione dei vescovi del primo millennio, perché nelle fonti storiche coeve non è mai indicato se la sede dei vescovi sia quella umbra o quella omonima in Campania; spesso perciò tra gli autori i vescovi sono citati in entrambe le cronotassi.
- Felice † (prima del 402 circa - dopo il 417)
- Celio Lorenzo † (499 - 501)[40]
- Aprile † (menzionato nel 502)
- Luitardo † (menzionato nell'826)
- Raciperto (o Rumperto) † (prima dell'844 - dopo l'861)[41]
- Severino † (menzionato nell'887)[42]
- Benedetto † (menzionato nel 950 circa)[42]
- Giuliano † (prima del 967 - dopo il 968)
- Romano, O.S.B. † (1020 - ?)
- Dodone † (prima del 1024 - dopo il 1028)[43]
- Ludovico † (prima del 1057 - dopo il 1059))[43]
- Agostino † (menzionato nel 1114)[43]
- Lotario, O.S.B. † (menzionato nel 1125)[43]
- Lorenzo † (menzionato nel 1131)
- Monaldo degli Atti † (1144 - 1154 deceduto)
- Offredo degli Atti † (1154 - 1160 deceduto)
- Anselmo degli Atti † (21 gennaio 1161 - 1196 dimesso)[44]
- Ugone Trinci † (1196 - 1218 deceduto)[45]
- San Rinaldo, O.S.B. † (fine 1218 - 9 febbraio 1222 deceduto)[46]
- Pelagio Pallavicino † (1222 - 1228 deceduto)
- Costanzo † (1228 - ?)
- Bevegnato Capucci † (1230 - 1233 deceduto)
- Guido Negusanti † (26 novembre 1233 - ?)
  - Egidio † (18 dicembre 1243 - 1248 deceduto) (amministratore apostolico)
  - Berardo Merganti ? † (1248 - 1254 deceduto) (amministratore apostolico)[47]
- Beato Filippo Oderisi, O.S.B. † (1254 - 1285 deceduto)
- Fidemondo † (6 agosto 1285 - circa 1288 deceduto)
- Beato Giovanni Antignani † (24 agosto 1288 - 1327 ? deceduto)
- Beato Alessandro Vincioli, O.F.M. † (17 novembre 1327 - 1363 deceduto)
- Luca Ridolfucci Gentili † (21 luglio 1363 - 18 gennaio 1389 deceduto)
  - Giovanni Nocario, O.F.M. † (20 aprile 1379 - ?) (antivescovo)
- Senzio di Matteo † (4 maggio 1389 - dicembre 1403 deceduto)[48]
- Andrea da Montefalco, O.F.M. † (4 gennaio 1404 - circa 1419 deceduto)
- Tommaso Morganti, O.Cist. † (17 marzo 1419 - 1437 deceduto)
- Antonio Bolognini † (19 marzo 1438 - 31 agosto 1444 nominato vescovo di Foligno)
- Giovanni Marcolini, O.F.M. † (6 novembre 1444 - 1465 deceduto)
- Antonio Viminale † (1465 - 1470 deceduto)
- Giacomo Minutoli † (12 ottobre 1472 - 17 agosto 1476 nominato vescovo di Agde)
- Giovanni Cerretani † (17 agosto 1476 - agosto 1492 deceduto)
- Giacomo Breuquet † (31 agosto 1492 - 26 maggio 1498 deceduto)
- Matteo Baldeschi † (28 maggio 1498 - 28 luglio 1508 nominato vescovo di Perugia)
- Ludovico Clodio † (28 luglio 1508 - luglio 1514 deceduto)
- Varino Favorino, O.S.B. † (30 ottobre 1514 - 1º maggio 1537 deceduto)
- Angelo Colocci † (1º maggio 1537 succeduto - 1549 deceduto)
- Girolamo Mannelli † (1549 succeduto - 21 febbraio 1592 deceduto)
- Roberto Pierbenedetti † (4 marzo 1592 - 4 giugno 1604 deceduto)
- Virgilio Fiorenti † (27 giugno 1605 - 9 dicembre 1644 deceduto)
- Orazio Giustiniani, C.O. † (16 gennaio 1645 - 16 febbraio 1646 dimesso)
- Mario Montani † (25 giugno 1646 - 31 dicembre 1668 deceduto)
- Giovanni Battista Amati † (5 agosto 1669 - ottobre 1689 deceduto)
- Marco Battista Battaglini † (17 aprile 1690 - 8 giugno 1716 nominato vescovo di Cesena)
- Alessandro Borgia † (1º luglio 1716 - 20 novembre 1724 nominato arcivescovo di Fermo)
- Giovanni Battista Chiappé, O.S.H. † (20 novembre 1724 - marzo 1768 deceduto)
- Francesco Lorenzo Massajoli † (19 settembre 1768 - 6 ottobre 1800 deceduto)
- Francesco Luigi Piervissani † (22 dicembre 1800 - 15 gennaio 1848 deceduto)
- Francesco Agostini † (14 aprile 1848 - 4 febbraio 1861 deceduto)
- Antonio Maria Pettinari, O.F.M. † (21 dicembre 1863 - 18 novembre 1881 nominato arcivescovo di Urbino)
- Rocco Anselmini † (27 marzo 1882 - agosto 1910 deceduto)
- Nicola Cola † (26 agosto 1910 - 2 gennaio 1915 nominato vescovo di Nocera e Gualdo)

### Vescovi di Nocera e Gualdo
- Nicola Cola (2 gennaio 1915 - 14 aprile 1940 deceduto)
- Domenico Ettorre † (1º luglio 1940 - 31 ottobre 1943 deceduto)
- Costantino Stella † (18 gennaio 1945 - 5 luglio 1950 nominato arcivescovo dell'Aquila)
- Giuseppe Pronti † (1º gennaio 1951 - 3 febbraio 1974 deceduto)[36]
- Dino Tomassini † (12 dicembre 1974 - 30 luglio 1980 deceduto)
- Sergio Goretti † (14 dicembre 1980 - 30 settembre 1986 nominato vescovo di Assisi-Nocera Umbra-Gualdo Tadino)

### Vescovi di Assisi-Nocera Umbra-Gualdo Tadino
- Sergio Goretti † (30 settembre 1986 - 19 novembre 2005 ritirato)
- Domenico Sorrentino, dal 19 novembre 2005

## Statistiche
La diocesi nel 2023 su una popolazione di 87.500 persone contava 83.100 battezzati, corrispondenti al 95,0% del totale.
| anno                                         | popolazione | popolazione | popolazione | presbiteri | presbiteri | presbiteri | presbiteri                | diaconi | religiosi | religiosi | parrocchie |
| anno                                         | battezzati  | totale      | %           | numero     | secolari   | regolari   | battezzati per presbitero | diaconi | uomini    | donne     | parrocchie |
| -------------------------------------------- | ----------- | ----------- | ----------- | ---------- | ---------- | ---------- | ------------------------- | ------- | --------- | --------- | ---------- |
| diocesi di Assisi                            |             |             |             |            |            |            |                           |         |           |           |            |
| 1905                                         | 28.500      | ?           | ?           | 189        | 64         | 125        | 151                       |         | ?         | ?         | 35         |
| 1950                                         | 34.653      | 34.653      | 100,0       | 172        | 52         | 120        | 201                       |         | 154       | 480       | 36         |
| 1959                                         | 42.442      | 42.442      | 100,0       | 161        | 40         | 121        | 263                       |         | 220       | 465       | 37         |
| 1970                                         | 45.000      | 45.000      | 100,0       | 177        | 42         | 135        | 254                       |         | 165       | 539       | 37         |
| 1980                                         | 59.500      | 60.000      | 99,2        | 155        | 38         | 117        | 383                       |         | 188       | 534       | 37         |
| diocesi di Nocera Umbra e Gualdo Tadino      |             |             |             |            |            |            |                           |         |           |           |            |
| 1950                                         | 60.320      | 60.320      | 100,0       | 138        | 98         | 40         | 437                       |         | 63        | 227       | 82         |
| 1970                                         | 43.000      | 43.000      | 100,0       | 122        | 80         | 42         | 352                       |         | 54        | 180       | 85         |
| 1980                                         | 40.315      | 40.350      | 99,9        | 97         | 66         | 31         | 415                       |         | 37        | 138       | 85         |
| diocesi di Assisi-Nocera Umbra-Gualdo Tadino |             |             |             |            |            |            |                           |         |           |           |            |
| 1990                                         | 75.000      | 75.400      | 99,5        | 217        | 78         | 139        | 345                       | 1       | 273       | 570       | 63         |
| 1999                                         | 77.000      | 78.000      | 98,7        | 204        | 66         | 138        | 377                       | 4       | 243       | 359       | 63         |
| 2000                                         | 77.000      | 78.000      | 98,7        | 193        | 64         | 129        | 398                       | 4       | 234       | 259       | 62         |
| 2001                                         | 77.000      | 78.000      | 98,7        | 187        | 65         | 122        | 411                       | 4       | 213       | 309       | 62         |
| 2002                                         | 77.500      | 78.000      | 99,4        | 204        | 65         | 139        | 379                       | 4       | 229       | 490       | 63         |
| 2003                                         | 78.300      | 80.050      | 97,8        | 226        | 68         | 158        | 346                       | 5       | 244       | 416       | 63         |
| 2004                                         | 78.500      | 80.730      | 97,2        | 204        | 65         | 139        | 384                       | 5       | 220       | 420       | 63         |
| 2006                                         | 81.000      | 84.850      | 95,5        | 208        | 65         | 143        | 389                       | 7       | 224       | 419       | 63         |
| 2012                                         | 84.300      | 88.600      | 95,1        | 208        | 67         | 141        | 405                       | 8       | 218       | 472       | 63         |
| 2015                                         | 84.800      | 89.300      | 95,0        | 205        | 62         | 143        | 413                       | 14      | 216       | 425       | 63         |
| 2018                                         | 83.680      | 88.180      | 94,9        | 222        | 66         | 156        | 376                       | 17      | 220       | 269       | 63         |
| 2020                                         | 83.800      | 88.192      | 95,0        | 269        | 49         | 220        | 311                       | 18      | 296       | 451       | 63         |
| 2022                                         | 83.462      | 87.824      | 95,0        | 208        | 48         | 160        | 401                       | 19      | 258       | 467       | 62         |
| 2023                                         | 83.100      | 87.500      | 95,0        | 237        | 58         | 179        | 350                       | 21      | 271       | 467       | 62         |

### Diocesi di Assisi
- Giuseppe Di Costanzo, Disamina degli scrittori e dei monumenti risguardanti S. Rufino martire e vescovo di Asisi, Assisi, 1797
- Giuseppe Cappelletti, Le Chiese d'Italia dalla loro origine sino ai nostri giorni, Venezia, 1846, vol. V, pp. 71–193
- Francesco Lanzoni, Le diocesi d'Italia dalle origini al principio del secolo VII (an. 604), vol. I, Faenza, 1927, pp. 461–480
- (LA)  Pius Bonifacius Gams, Series episcoporum Ecclesiae Catholicae, Graz, 1957, pp. 668–670
- (LA)  Konrad Eubel, Hierarchia Catholica Medii Aevi, vol. 1, pp. 112–113; vol. 2, p. 97; vol. 3, pp. 120–121; vol. 4, p. 97; vol. 5, p. 101; vol. 6, p. 102

### Diocesi di Nocera e di Tadinum
- Ludovico Jacobilli, Di Nocera nell'Umbria e sua diocesi e cronologia de' Vescovi di essa Città, Foligno, 1653
- (LA)  Ferdinando Ughelli, Italia sacra, vol. X, 1722, coll. 167-168
- Giuseppe Cappelletti, Le Chiese d'Italia dalla loro origine sino ai nostri giorni, Venezia, 1846, vol. V, pp. 9–37 e 40-43
- Antonio Castellucci, La cattedrale di Nocera Umbra, Perugia, 1916
- Francesco Lanzoni, Le diocesi d'Italia dalle origini al principio del secolo VII (an. 604), vol. I, Faenza, 1927, pp. 453–456 e 483-484
- Ruggero Guerrieri, Storia civile ed ecclesiastica del comune di Gualdo Tadino, Gubbio, 1933
- (LA)  Pius Bonifacius Gams, Series episcoporum Ecclesiae Catholicae, Graz, 1957, pp. 709–710
- (LA)  Konrad Eubel, Hierarchia Catholica Medii Aevi, vol. 1, p. 377; vol. 2, p. 205; vol. 3, p. 261; vol. 4, p. 262; vol. 5, pp. 293–294; vol. 6, p. 315